# Osteoonychodysplasie
Die Osteoonychodysplasie (Syn. hereditäre Onychoosteodysplasie, Turner-Kieser-Syndrom, Trauner-Rieger-Syndrom, Nail-Patella-Syndrom) ist eine autosomal-dominant vererbbare Erkrankung, die mit verschiedenen Fehlbildungen und Organfunktionsstörungen einhergeht. Ein Teilkomplex, der mit Deformationen der Fingernägel und Knochen einhergeht, wird auch als Nagel-Patella-Syndrom bezeichnet. Die Erkrankung wird weltweit beobachtet.
Die Fehlbildung tritt etwa einmal unter 50.000 Neugeborenen auf, gleich häufig bei Jungen und Mädchen. Sie ist häufig schon im Kleinkindesalter tödlich, und zwar durch chronisches Nierenversagen. Die Diagnose wird mit bildgebenden Verfahren vermutet und mittels einer Nierenbiopsie gesichert. Zur Behandlung werden Kortikoide und Diuretika eingesetzt, bei fortgeschrittenen Fällen Dialyse. Eine kausale Behandlung ist nur mit einer Nierentransplantation möglich.
Der US-Amerikaner John Turner, der Deutsche Willibald Kieser, die Österreicher Richard Trauner und Herwigh Rieger sowie einige weitere Ärzte veröffentlichten Fallstudien über diese Erbkrankheit in den 1920er und 1930er Jahren.

## Ursachen
Ursache für die Erkrankung ist eine Mutation im LMX1B-Gen.

## Symptome

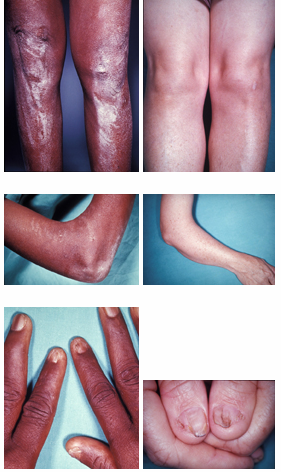
Erscheinungsbild

Beim Nagel-Patella-Syndrom sind zumeist die Fingernägel (seltener die Zehennägel) deformiert, zu klein (Nagelhypoplasie) oder fehlend (Nagelaplasie). Die Kniescheiben sind ebenfalls meist zu klein oder nicht vorhanden. Die Lebenserwartung bei Menschen mit dem Nagel-Patella-Syndrom ist nicht herabgesetzt.
Bei einer Osteoonychodysplasie können am Skelett dysplastische Ellbogen (z. B.Radiusköpfchenluxationen), Wirbelsäulenverkrümmung (Skoliose) und Exostosen an den Darmbeinen („Beckenhörner“)  auftreten. Es treten verschiedenste Arten der Streckhemmung sowie Hand- und Fußdeformationen (Klumpfüße) auf.
Darüber hinaus können organische Störungen wie Niereninsuffizienz (bei 50 % der betroffenen Menschen), Glaukom und Herzrhythmusstörungen auftreten.